# Orsós Ferenc (festő)
Orsós Ferenc (Homokkomárom, 1955. szeptember 20. − Pécs, 2021. április 14.) magyarországi cigány művelődésszervező, rajztanár, grafikus és festő.

## Pályafutása
Középiskolai tanulmányait Zalaegerszegen végezte. 1975-től a Dunántúli Kőolaj Gépgyár nagykanizsai részlegében technikusi beosztásban dolgozott 1985-ig. 1985 és 1990 közt a pécsi Hevesi Sándor Művelődési Központban népművelőként működött, közben továbbképezi magát, 2002-ben a Pécsi Tudományegyetemen népművelés-menedzser szakon szerez diplomát, szakdolgozatában a Baranya megyei cigány naiv művészek életútjával, munkásságával foglalkozik. Éveken keresztül a Gandhi Gimnázium nevelőtanára, majd 2001-től a Fund Cigány Alapfokú Művészetoktatási Intézmény alapítója és vezetője, közben ismét továbbképezi magát, 2002-2007 közt elvégzi a Csokonai Vitéz Mihály Főiskola rajz szakját. Itteni szakdolgozatában is a cigány naiv művészettel foglalkozik, most már bővebben.
1995-ben kezdett festészettel foglalkozni, majd kapcsolódott a Cigány Ház balatonszemesi alkotótáborához. Pécsen élt és alkotott. 2007 óta szinte minden grafikusi technikát kipróbált. Pécsett évente van kiállítása, de bemutatkozott már Budapesten és több vidéki városban is. 2009-ben készült el legnagyobb méretű (5x3.5 méter) Cigány Passió című olajfestményével. A 2009-es Cigány festészet című reprezentatív albumban közreadták szakmai életrajzát, egy grafikáját és négy olajfestményét.

## A Cigány festészet című albumba beválogatott képei

### Grafikája
- Favágó (grafit, papír, 80x60 cm, 1999)

### Festményei
- Anyám emlékére (olaj, farost, 60x80 cm, 1995)
- Vakarókészítés (olaj, farost, 80x60 cm, 1995)
- Teknővájó (Öregapám) (olaj, farost, 80x60 cm, 1995)
- Bányász (olaj, farost, 60x40 cm, 2002)[6]

## Kiállításai (válogatás)
- 1996 és minden további évben • Pécs
- 1998 • Budapest
- 1999, 2001, 2008 • Nagykanizsa
- 2000, 2001 • Vajszló
- 2007 • Kaposvár